# Skånska Akademien
Skånska Akademien (Det skånske akademi) har som sin opgave at pleje, fremme og udvikle den skånske kulturarv med den hensigt at styrke Skånes placering i omverdenen, men også at styrke billedet af omverdenen i Skåne. Dens motto er Kultur og humor.